# Вермеерш, Нильс
Нильс Вермеерш (нидерл. Niels Vermeersch; он же Нильс I; род. 23 февраля 1988) — бельгийский студент, основатель и первый глава государства Великого Герцогства Фландренсис. Носит титул великого герцога Фландренсиса, но называет себя «человек из проекта Фландренсис». Является одним из соучредителей Антарктического Союза Микронаций и был избран его первым секретарем 15 января 2010 года. Известен за свое стремление предотвращать конфликты между микронациями, за что был награжден многочисленными микронациональными наградами. Нильс давал интервью и упомянул о Фландренсисе в нескольких бельгийских, голландских, французских, британских и российских СМИ (региональные и национальные газеты и телевизионные сетевые каналы, радио, книги, журнала и др.).
Нильс родился 23 февраля 1988 года, в Бельгии. Учился на историко-религиозном факультете.
В 2012 году он женился на Баронессе Дельфинеде Вандельбурх, с 2013 года проживает в «Фландренсийском посольстве» в Королевстве Бельгия (Западная Фландрия).

## Основание Фландренсиса
В августе 2008 года он впервые узнал о Микрогосударствах, таких как Вестарктика, Себорга и Силенд. Позже основал своё государство.
Фландренсис был основан 4 сентября 2008 года и первоначально не имел территории, но вскоре объявил о своих претензиях на антарктические острова Карней, Черри, Махер, Прэнк и Сипл. Широкую известность Фландренсис получил после конфликта с Вестарктикой, закончившегося подписанием Вестантарктического договора. Данный конфликт был освещен нидерландскими СМИ. 21 апреля 2010 года национальное бельгийское телевидение RTBF показало двухминутный репортаж о Фландренсисе. В марте 2011 года обширный репортаж о Фландренсисе был выпущен телеканалом Roeselare.TV. В июне 2012 года интервью с герцогом Нильсом I опубликовал бельгийский телеканал Focus-WTV